# Gennadas propinquus
Gennadas propinquus är en kräftdjursart som beskrevs av M. J. Rathbun 1906. Gennadas propinquus ingår i släktet Gennadas och familjen Benthesicymidae. Inga underarter finns listade i Catalogue of Life.